# Электрод сравнения
Электроды сравнения — электрохимические системы, предназначенные для измерения электродных потенциалов. Необходимость их использования обусловлена невозможностью измерения величины потенциала отдельного электрода. Применяется, в частности, в составе электролитических ячеек.
В качестве электрода сравнения может служить любой электрод в термодинамически равновесном состоянии, удовлетворяющий требованиям воспроизводимости, постоянства во времени всех характеристик и относительной простоты изготовления. Для водных электролитов наиболее часто применяют в качестве электродов сравнения водородный, каломельный, галогеносеребряные и оксидно-ртутный электроды.